# Ђармата-Виј (Тимиш)
Ђармата-Виј (рум. Giarmata-Vii) насеље је у Румунији у округу Тимиш у општини Гирода. Oпштина се налази на надморској висини од 97 m.

## Становништво
Према подацима из 2002. године у насељу је живело 1408 становника.

### Попис2002.
| Расподела становништва по националности 2002.‍ | Расподела становништва по националности 2002.‍ | Расподела становништва по националности 2002.‍ | Расподела становништва по националности 2002.‍ | Расподела становништва по националности 2002.‍ |
| --------------------------------------------- | --------------------------------------------- | --------------------------------------------- | --------------------------------------------- | --------------------------------------------- |
|                                               |                                               |                                               |                                               |                                               |
| Румуни                                        | Румуни                                        |                                               | 1.365                                         | 97,4%                                         |
| Мађари                                        | Мађари                                        |                                               | 22                                            | 1,6%                                          |
| Немци                                         | Немци                                         |                                               | 10                                            | 0,7%                                          |
| Срби                                          | Срби                                          |                                               | 5                                             | 0,4%                                          |